# Алексі-Месхішвілі Володимир Сардіонович
Володи́мир Сардіо́нович Але́ксі-Месхішві́лі (також Алексєєв-Месхієв, Ладо Месхішвілі; груз. ვლადიმერ [ლადო] ალექსი-მესხიშვილი) 16 [28] лютого 1857, Тифліс — 24 листопада 1920, Тифліс) — грузинський і російський театральний діяч (актор, театральний режисер, театральний педагог). Народний артист Грузинської РСР (1930, посмертно).

## Біографія
Народився 16 [28] лютого 1857 року в місті Тифлісі (нині Тбілісі, Грузія) у сім'ї лікаря. Навчався на медичному факультеті Московського університету, проте через хворобу, навчення не закінчив і повернувся на батьківщину, де зайнявся педагогічною діяльністю. Одночасно брав участь у російських аматорських виставах. 1881 року вступив до Тифліської грузинської драматичної трупи.
У 1887—1890 та 1906—1910 роках працював у російських театрах, зокрема в 1906—1907 роках — у Московському художньому театрі. У 1890—1896 роках і з 1910 року керував Тифліським, у 1897—1906 роках — Кутаїським грузинськими драматичними театрами. З 1890 року займався режисерською діяльністю, першим на грузинській сцені підняв питання про значення ансамблю. Був видатним педагогом, який виховав багатьох майстрів грузинського театру.
Співчував Російській революції 1905—1907 років, ставив та виконував головні ролі у виставах, які висловлювали ідеї протесту проти соціальної несправедливості, ідеї революційної боротьби («Кай Гракх» Монті, «Ткачі» Гауптмана та інші); виступав на мітингах з читанням революційних віршів, брав участь у боях на барикадах.
Помер у Тифлісі 24 листопада 1920 року. Похований у Тифлісі на Дідубійському пантеоні.

## Творчість
Творчість митця відбивала прагнення революційно налаштованих представників суспільства того часу. Створив значні трагічні образи. Серед кращих ролей:
- Леван Хімшіашвілі («Батьківщина» Давида Еріставі);
- Гоча («Підступна Тамара» Акакія Церетелі);
- Гайоз Пагава («Брат і сестра» Валіко Гунія);
- Юсов, Незнамов («Прибуткове місце», «Без вини винні» Олександра Островського);
- Расплюєв («Весілля Кречинського» Олександра Сухово-Кобиліна);
- Франц Моор («Розбійники» Фрідріха Шиллера) ;
- Гамлет, Отелло, Едгар («Гамлет», «Отелло», «Король Лір» Вільяма Шекспіра);
- Кай Гракх («Кай Гракх» Вінченцо Монті);
- Уріель Акоста («Уріель Акоста» Карла Гуцкова);
- Тартюф («Тартюф» Мольєра).

Виступав на естраді з читанням «Нотаток божевільного» Миколи Гоголя та других творів. У 1916—1918 роках знімався у фільмах («Батьки діти», «Бог помсти»). Переклав на грузинську мову низку п'єс.

## Вшанування
Ім'я митця носить Кутаїський драматичний театр та одна з вулиць у Тбілісі.